# Provinciile Flandrei
Flandra (Comunitatea Flamandă) este alcătuită din cinci provincii care formează împreună Regiunea Flamandă, plus o „extra-provincie” sau o „falsă provincie” (provincieloos), Regiunea Capitalei Bruxelles, pe care flamanzii o împart cu francofonii (Comunitatea Francofonă). Aceasta din urmă a primit puteri provinciale ca rezultat al divizării fostei provincii Brabant, astfel încât formează acum o zonă separată de cele cinci provincii ale Regiunii Flamande.
Capitala Comunității flamande este Bruxelles (în neerlandeză Brussel).
Provinciile Regiunii Flamande sunt:
|    | Provincie         | Capitală  | Număr locuitori | Suprafață |
| -- | ----------------- | --------- | --------------- | --------- |
| 1. | Antwerpen         | Antwerpen | 1.764.773       | 2.867 km² |
| 2. | Limburg           | Hasselt   | 844.621         | 2.422 km² |
| 3. | Flandra de Est    | Gent      | 1.445.831       | 3.007 km² |
| 4. | Brabantul Flamand | Leuven    | 1.086.446       | 2.106 km² |
| 5. | Flandra de Vest   | Brugge    | 1.164.967       | 3.144 km² |

Regiunea Capitalei Bruxelles este o „falsă provincie”, dar este condusă și ea de un guvernator. Orașul Bruxelles servește drept capitală a Regiunii. În plus, Flandra are și propriile autorități intermediare în Bruxelles, Comisia Comunității Flamande (în neerlandeză Vlaamse Gemeenschapscommissie) (VGC).